# امامزاده ابراهیم لرستان

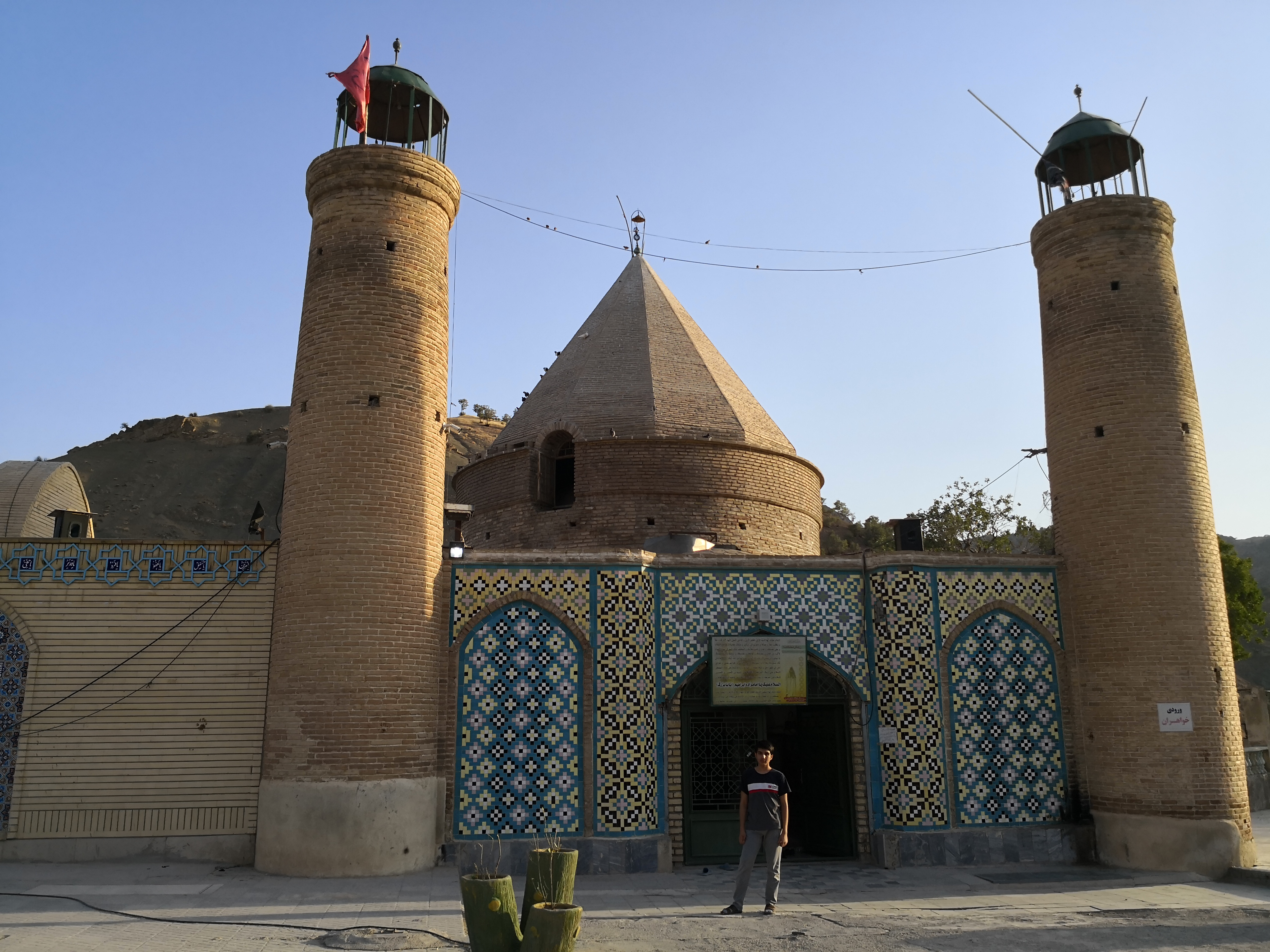
عکاس:شهریار نصراللهی

امامزاده ابراهیم یا بابابزرگ مقبره‌ای تاریخی است که در دره‌های رشته کوه‌های زاگرس در استان لرستان و در ۵۰ کیلومتری شهرستان دلفان قرار دارد. گفته می‌شود که این مقبره به یکی از فرزندان حضرت موسی بن جعفر تعلق دارد.

## هویت
این زیارتگاه در نزد مردم لرستان به بابابزرگ معروف است. لفظ بابا در لرستان به بزرگان و پیران قابل احترام گفته می‌شود و از این جهت این زیارتگاه برای مردم لرستان به خصوص مردم لک در شهرستان‌های دلفان، کوهدشت و شهر الشتر از احترام بسیار بالایی برخوردار است.

## معماری
گنبد و تزئینات داخلی مقبرۀ بابابزرگ به صورت کامل آجر کاری است و بیشتر تزئینات بنا به سبک معماری قرن هفتم و معماری دوره قاجار شباهت دارد. ساختمان مقبره هشت ضلعی بوده و در ورودی آن رو به شمال است. نحوه کلی ساخت و معماری مقبره را می‌توان با معماری دوران صفوی هم مقایسه کرد.

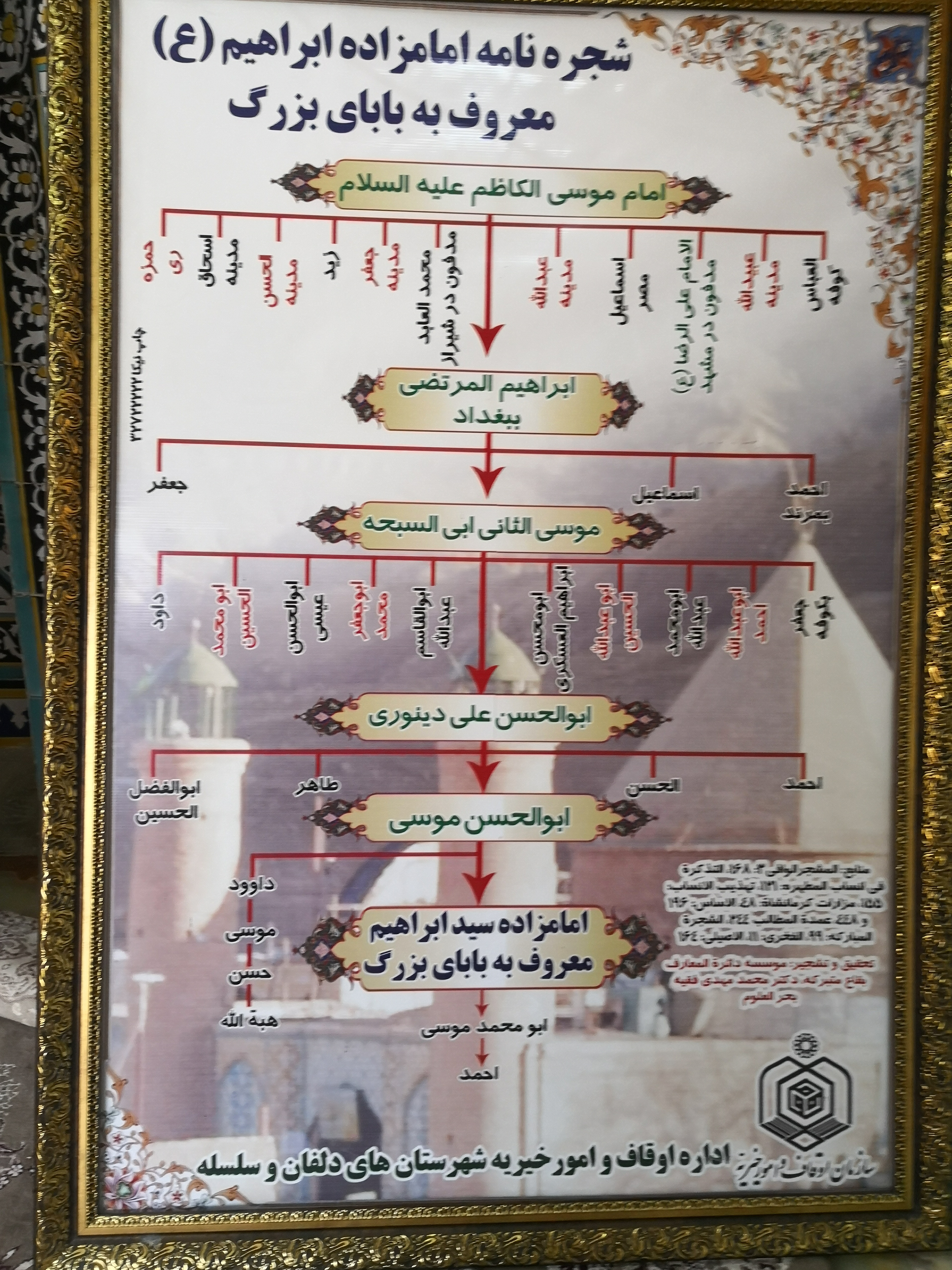
شجره نامه امامزاده ابراهیم